# 杉田愛友香
杉田 愛友香（すぎた まどか、1987年11月22日 - ）は、大阪府出身の元バスケットボール選手である。ポジションはセンターフォワード。

## 来歴
ミニバスクラブでバスケを始め、太子中、倉敷翠松高校経て、関西外語大短大に進学。
2008年、三菱電機に入社。2012年引退。

## 経歴
- 倉敷翠松高校 - 関西外語大短大 - 三菱電機（2008年〜2012年）